# Gara Sinaia

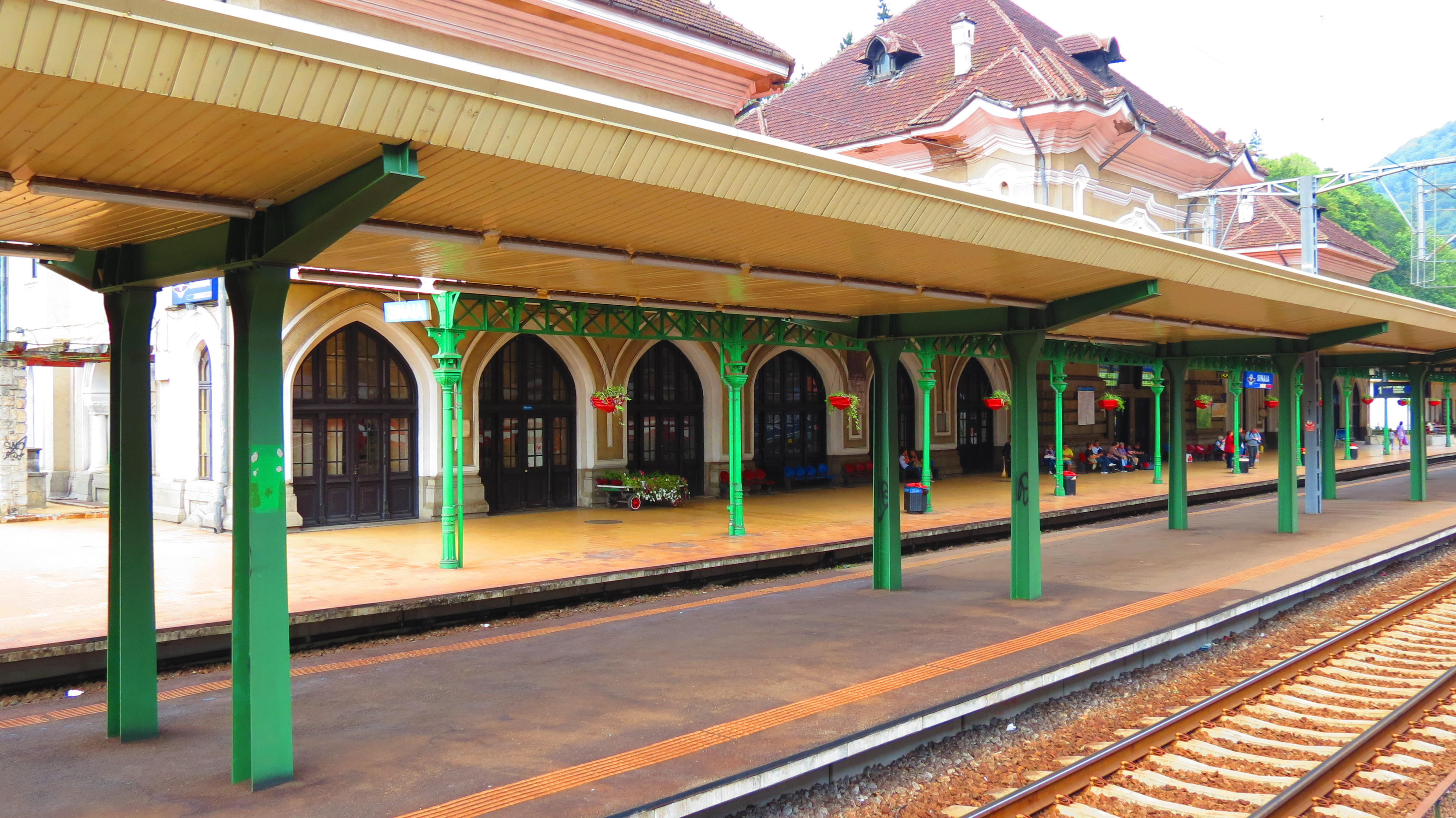
Imagine din Gara Sinaia

Gara Sinaia este un ansamblu de monumente istorice aflat pe teritoriul orașului Sinaia.
Ansamblul este format din două monumente:
- Gara Regală Sinaia (cod LMI PH-II-m-A-16673.01)
- Gara Sinaia (cod LMI PH-II-m-A-16673.02)